# Laika
Laika (en ruso Лайка, ‘ladradora’; Moscú, Unión Soviética, 1954 - Sputnik 2, Órbita baja terrestre, 3 de noviembre de 1957) fue una perra espacial soviética que se convirtió en el primer ser vivo terrestre en orbitar la Tierra. Lo hizo a bordo de la nave soviética Sputnik 2, el 3 de noviembre de 1957, un mes después del satélite Sputnik 1. También fue el primer animal que murió en órbita.
Como se sabía poco sobre los efectos que los vuelos espaciales podían producir sobre los seres vivos en el momento de la misión de Laika y, la tecnología suborbital no se había desarrollado todavía, no se tenía ninguna expectativa de que sobreviviera. Algunos científicos creían que los humanos no podrían sobrevivir al lanzamiento o a las condiciones del espacio exterior, por eso los ingenieros de vuelo vieron los vuelos de animales como los precursores necesarios para las misiones humanas. Laika, una perra callejera, originalmente llamada Kudryavka (Кудрявка, ‘pequeña de pelo rizado’), fue sometida a entrenamiento con otros dos perros, y finalmente fue elegida como la tripulante de la nave espacial soviética Sputnik 2, lanzada al espacio exterior el 3 de noviembre de 1957.
Murió horas después del lanzamiento por sobrecalentamiento, que probablemente fue ocasionado por un fallo del sustentador de la central R-7, que forma parte del sistema térmico de la nave, al separarse de la carga útil. La verdadera causa y tiempo de su muerte no fue revelada sino hasta 2002; en cambio, la versión oficial hasta la fecha era que había muerto al sexto día, que se quedó sin oxígeno, o como el gobierno soviético alegó inicialmente, fue sometida a eutanasia antes del agotamiento del oxígeno. El experimento demostró que es posible que un pasajero vivo sobreviva al ser puesto en órbita y soportar la microgravedad, allanando el camino para los vuelos espaciales humanos y proporcionando a los científicos algunos de los primeros datos sobre cómo los organismos vivos reaccionan a los entornos de los vuelos espaciales. Tras Laika, la URSS envió ocho perros más al espacio, de los cuales seis regresaron con vida a la Tierra.
El 11 de abril de 2008, las autoridades rusas inauguraron un monumento en su honor. Este pequeño monumento fue construido cerca del centro de investigación militar en Moscú que preparó el vuelo del animal al espacio. Cuenta con la figura de un perro que se coloca en la parte superior de un cohete.

## El Sputnik 2
Tras el éxito del Sputnik 1, el líder soviético Nikita Jrushchov solicitó que se lanzara un segundo satélite artificial al espacio para el día del cuadragésimo aniversario de la revolución bolchevique, el 7 de noviembre de 1957. Cuando se recibió esta solicitud, ya se estaba construyendo un satélite más sofisticado, pero que no estaría listo sino hasta un mes después de la fecha requerida, por lo que fue descartado. El satélite descartado, sería el Sputnik 3.
Para cumplir con la fecha límite de noviembre, tendría que construirse una nueva nave. Específicamente, Jruschov quería ofrecerle a sus ingenieros un "espacio espectacular", una misión que repetiría el triunfo del Sputnik I, aturdiendo al mundo con proezas soviéticas. Los planes se asentaron en un vuelo orbital con un perro. Los ingenieros soviéticos de cohetes habían previsto con antelación una órbita canina antes de intentar vuelos espaciales humanos; desde 1951, habían lanzado 12 perros al espacio suborbital en vuelos balísticos, trabajando gradualmente hacia una misión orbital posiblemente en algún momento de 1958. Para satisfacer las demandas de Jruschov, el vuelo orbital canino fue acelerado para su lanzamiento en noviembre.
Según fuentes rusas, la decisión oficial de lanzar el Sputnik 2 se realizó el 10 o 12 de octubre, dejando al equipo solo cuatro semanas para diseñar y construir la nave espacial. El Sputnik 2, por lo tanto, tenía algo de un trabajo urgente, con la mayoría de los elementos de la nave espacial siendo construidos basándose en bocetos. Además de la misión principal de envío de un pasajero para vivir en el espacio, el Sputnik 2 también contenía instrumentación para la medición de la radiación solar y rayos cósmicos.
La nave estaba equipada con un sistema de soporte vital que consistía en un generador de oxígeno y aparatos para evitar envenenamiento por oxígeno, también conocido como efecto de Paul Bert, y para absorber dióxido de carbono. Se añadió un ventilador, diseñado para activarse cuando la temperatura de la cabina superaba los 15 °C, con el propósito de mantener la temperatura del animal. Se proporcionó suficiente comida (en forma gelatinosa) para un vuelo de siete días, y la perra fue equipada con una bolsa para recoger los residuos. Adicionalmente, se diseñó un arnés para ser colocado al animal, por lo que no había cadenas para restringir sus movimientos al sentarse, ponerse de pie o acostarse; ya que en la cabina no había espacio para dar vueltas. Un electrocardiograma monitorizaba la frecuencia cardíaca y la instrumentación adicional medía la frecuencia respiratoria, la presión arterial máxima y los movimientos de la perra.

## Entrenamiento
Laika fue encontrada como una perra callejera vagando por las calles de Moscú. Los científicos soviéticos optaron por utilizar perros callejeros de Moscú ya que se asumía que estos animales ya habían aprendido a soportar las condiciones extremas de frío y de hambre. Este espécimen era una hembra mestiza de 5 kg (11 libras) de aproximadamente tres años de edad. Otro relato informó que pesaba alrededor de 6 kg (13 lb). El personal soviético le dio varios nombres y apodos, entre ellos Kudryavka (rizadita), después Zhuchka (bichito), y luego Limonchik (limoncito). Laika, el nombre ruso de varias razas de perros semejantes al husky, sería el nombre popularizado en todo el mundo. La prensa norteamericana la apodó Muttnik (mutt + el sufijo -nik) como un juego de palabras sobre el Sputnik, o también se refería a ella como Curly. Su verdadero pedigrí es desconocido, aunque en general se acepta que fue parte husky u otra raza nórdica, y posiblemente parte terrier. Una revista rusa describió su temperamento como flemático, argumentando que no se peleaba con otros perros. Vladimir Yazdovsky, quien dirigió el programa de perros de prueba utilizados en cohetes, en una publicación tardía escribió que «Laika era tranquila y encantadora».
Antes del lanzamiento del Sputnik 2, tanto la Unión Soviética como Estados Unidos, ya habían lanzado animales vivos en vuelos suborbitales. Para el vuelo del Sputnik 2, fueron entrenados tres perros: Albina, Mushka, y Laika. Los científicos soviéticos de vida espacial Vladimir Yazdovsky y Oleg Gazenko fueron los encargados de entrenar a los perros.
Adaptar los perros al confinado espacio de la pequeña cabina del Sputnik 2 requirió que permanecieran en compartimientos cada vez menores, por espacios de hasta 20 días. El extenso confinamiento causó que dejasen de orinar o defecar, haciéndolos inquietos, y causando que se deteriorase su estado general. Los laxantes que les suministraron no mejoraron su condición, por lo que los investigadores encontraron que lo único que resultaba eficaz eran los largos periodos de entrenamiento. Los perros fueron luego colocados en centrifugadoras que simulaban la aceleración del lanzamiento de un cohete y se colocaron en máquinas que simulaban los ruidos de la nave espacial. Esto hizo que sus impulsos cardíacos se duplicasen y su presión arterial aumentase un 30-65 torr. Los perros fueron también entrenados para comer un gel especial de alta nutrición que sería su comida en el espacio.
Antes de la puesta en marcha, uno de los científicos llevó a Laika a su casa para que jugase con sus hijos. En un libro que relata la historia de la medicina espacial soviética, el Dr. Vladimir Yazdovsky escribió: "Quería hacer algo bueno por ella: Le quedaba tan poco tiempo de vida."

## Preparativos previos al vuelo

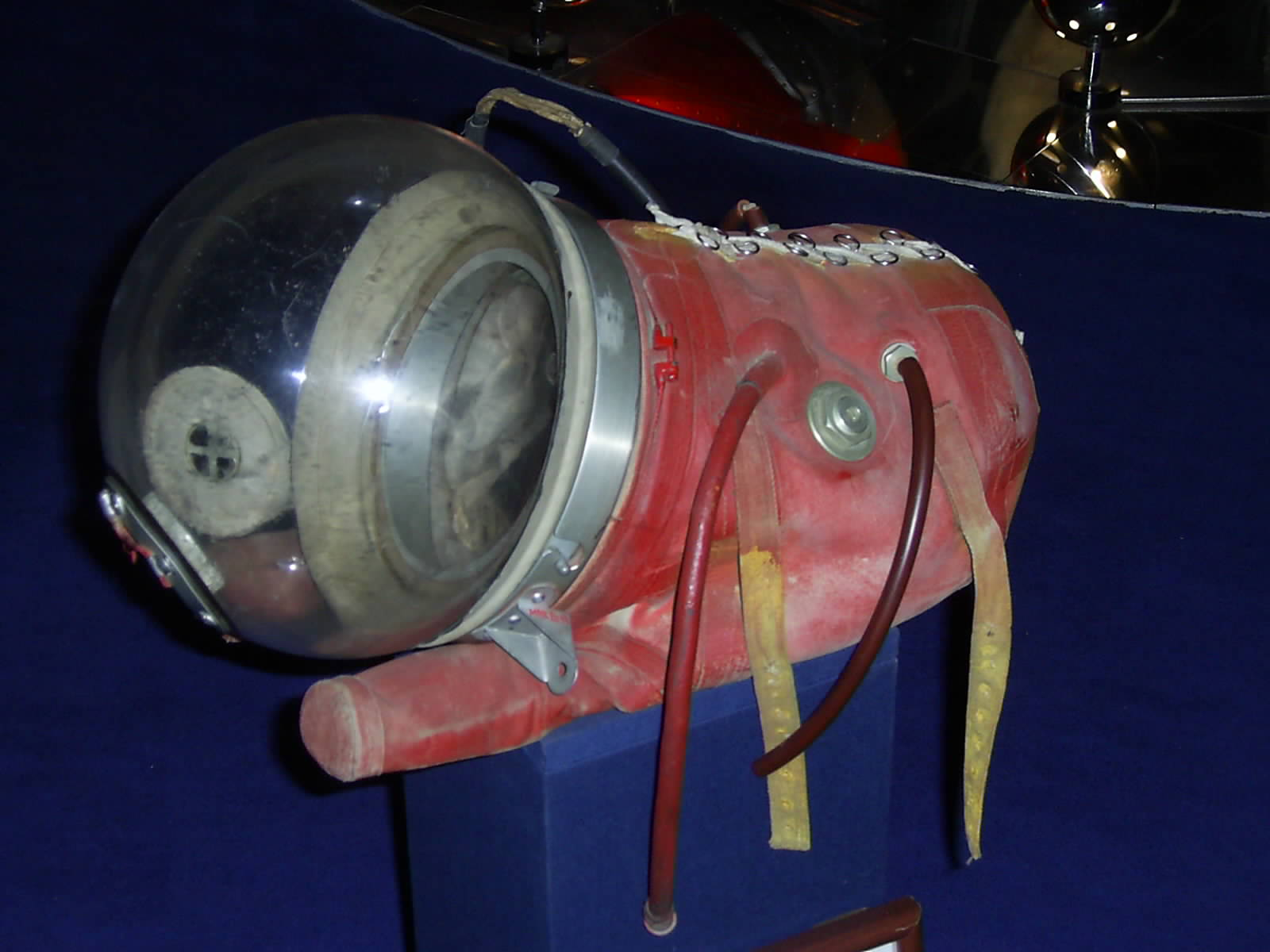
Traje espacial original que utilizó Laika. Se encuentra en exhibición dentro del Museo Memorial de la Cosmonáutica, en Moscú.

Vladimir Yazdovsky hizo la selección final de perros y designó sus roles. Laika iba a ser la «perra voladora» —un sacrificio a la ciencia en una misión de ida al espacio. Albina, que ya había volado dos veces en un cohete de prueba a gran altura, se designó como reserva de Laika. El tercer perro, Mushka, era un «perro de control» -se quedaría en tierra y era usada para probar la instrumentación y el soporte vital.
Antes de partir hacia el cosmódromo de Baikonur, Yazdovsky y Gazenko realizaron una cirugía en los perros para conectar los cables de los transmisores a los sensores que medían la respiración, el pulso y la presión arterial.
Debido a que la pista de aterrizaje existente en Turatam, cerca del cosmódromo resultaba pequeña, los perros y la tripulación tuvieron que volar primero a bordo de un avión Tu-104 a Taskent. Desde allí, un Il-14 más pequeño y ligero los llevó a Turatam. El entrenamiento de perros continuó a su llegada, y uno tras otro fueron colocados en las cápsulas para familiarizarse con el sistema de alimentación.
Según los documentos de la NASA, Laika fue colocada en la cápsula del satélite el 31 de octubre de 1957 —tres días antes del inicio de la misión. En esa época del año, las temperaturas en el sitio de lanzamiento eran extremadamente bajas, por lo que se usó una manguera conectada a un calentador para mantener caliente el contenedor. Dos asistentes estaban encargados de vigilar constantemente a Laika antes del comienzo de la misión. Justo antes del despegue, el 3 de noviembre de 1957, se limpió el pelaje de Laika con una solución de etanol, y le pintaron con yodo aquellas áreas donde la perra llevaría sensores para vigilar sus funciones corporales.
Uno de los técnicos que preparó la cápsula antes del despegue final declaró que «después de la colocación de Laika en el contenedor y antes de cerrar la escotilla, le besamos la nariz y le deseamos buen viaje, sabiendo que no iba a sobrevivir al vuelo.»

## La misión
La hora exacta del despegue varía de una fuente a otra, pero se menciona que fue a las 05:30:42 o a las 7:22 hora de Moscú. Al alcanzar la máxima aceleración después del despegue, el ritmo respiratorio de Laika aumentó de tres a cuatro veces lo normal, y su frecuencia cardiaca pasó de 103 a 240 latidos por minuto. Al alcanzar la órbita, se desprendió exitosamente la punta cónica del Sputnik 2. La otra sección de la nave que debía desprenderse (el "Blok A") no lo hizo, impidiendo que el sistema de control térmico funcionara correctamente. Se desprendió parte del aislamiento térmico, permitiendo que la cápsula alcanzara una temperatura interior de 40 °C. Tras tres horas de microgravedad, el pulso de Laika había descendido a 102 latidos por minuto; este descenso en la frecuencia cardíaca había tomado tres veces más tiempo que lo experimentado durante el entrenamiento, lo cual indicaba el estrés bajo el que estaba la perra. Los datos telemétricos iniciales mostraban que, aunque Laika estaba agitada, estaba comiendo. La recepción de datos vitales se detuvo entre cinco y siete horas después del despegue.
Los científicos soviéticos planearon sacrificarla con comida envenenada, que Laika consumiría después de diez días. Durante muchos años, la Unión Soviética dio explicaciones contradictorias sobre la muerte de Laika, diciendo a veces que la perra había muerto por falta de oxígeno cuando fallaron las baterías, o que había recibido eutanasia. En 1999, fuentes rusas aseguraron que Laika sobrevivió por lo menos cuatro días, y después pereció por el sobrecalentamiento de la nave. En octubre de 2002, el científico Dimitri Malashenkov, quien participó en el lanzamiento del Sputnik 2, reveló que Laika había muerto entre cinco y siete horas después del despegue, debido al estrés y sobrecalentamiento. De acuerdo a un artículo que presentó en el Congreso Mundial del Espacio en Houston:

«Resultó prácticamente imposible crear un control de temperatura fiable en tan poco tiempo.»

El Sputnik 2 con los restos de Laika, orbitó la Tierra 2.570 veces, durante 163 días. La nave se desintegró al entrar en contacto con la atmósfera el 14 de abril de 1958.

## Controversia
Debido al problema de la opacidad por la carrera espacial entre los Estados Unidos y la Unión Soviética, las cuestiones éticas planteadas por este experimento pasaron, en gran medida, sin abordarse durante algún tiempo. La prensa de 1957 estaba más preocupada en informar del impacto desde el punto de vista político, mientras que la salud y la recuperación —o la ausencia— de Laika se convirtió solo en un problema menor.
El Sputnik 2 no fue diseñado para ser recuperable, y siempre se tuvo la intención de que Laika muriera. La misión desencadenó un debate mundial sobre el maltrato y los experimentos con animales para avanzar en la ciencia. En el Reino Unido, la Liga Nacional de Defensa Canina (NCDL, actualmente Fundación para los Perros) pidió que los dueños de perros guardaran un minuto de silencio en honor a Laika. La Real Sociedad para la Prevención de la Crueldad contra los Animales (RSPCA) recibió protestas incluso antes de que Radio Moscú hubiera terminado de anunciar el lanzamiento. Varios grupos protectores de los derechos animales protestaron frente a embajadas soviéticas. Otros se manifestaron frente a las Naciones Unidas en Nueva York; sin embargo, algunos científicos estadounidenses ofrecieron apoyo a sus colegas soviéticos, por lo menos antes de que se anunciara la muerte de Laika.
Dentro de la Unión Soviética hubo menos controversia. Ni los medios de comunicación, ni los libros de los años siguientes, ni el público cuestionaron abiertamente la decisión de enviar un perro al espacio. No fue sino hasta 1998, después del colapso del régimen soviético, que Oleg Gazenko, uno de los científicos responsables del envío del animal al espacio, expresó su pesar por permitir que muriese:

«Cuanto más tiempo pasa, más lamento lo sucedido. No debimos haberlo hecho... ni siquiera aprendimos lo suficiente de esta misión como para justificar la pérdida del animal.»
Oleg Gazenko, uno de los principales científicos del programa de animales en el espacio, y entrenador de Laika.

En otros países del Pacto de Varsovia era difícil realizar protestas abiertas del programa espacial soviético debido a la censura política. Sin embargo, hubo casos notables de críticas en los círculos científicos polacos. Una revista científica polaca, «Kto, Kiedy, Dlaczego», publicada en 1958, se refirió a la misión del Sputnik 2. En la sección de la revista dedicada a la astronáutica Krzysztof Boruń la describió no trayendo a Laika a la Tierra con vida como «lamentable» y «sin duda, una gran pérdida para la ciencia».
Laika es conmemorada en la forma de una estatua y placa en la Ciudad de las Estrellas, el centro ruso de Entrenamiento de Cosmonautas.
Las futuras misiones espaciales que llevasen perros serían diseñadas para ser recuperadas. Los únicos otros perros que murieron en una misión espacial soviética fueron Pchyolka y Mushka, que murieron el 1 de diciembre de 1960 cuando el Sputnik 6 fue destruido intencionalmente con una carga explosiva, en su reingreso, con el fin de evitar que potencias extranjeras inspeccionaran la cápsula, debido a una trayectoria de reentrada atmosférica descontrolada.

## En la cultura popular
El viaje de Laika la convirtió en uno de los perros más famosos del mundo.
En 1997, en la Ciudad de las Estrellas, fue desvelada una placa en homenaje a los cosmonautas caídos. Laika está representada en una esquina de la placa, espiando por entre las piernas de uno de los cosmonautas.
En el Monumento a los Conquistadores del Espacio (1964), en Moscú, Laika y Lenin son los únicos personajes que se pueden reconocer por su nombre, de entre todos los personajes que aparecen esculpidos en el monumento.
En distintos países se crearon sellos de correo con la imagen de la perra Laika, conmemorando su vuelo. Marcas de chocolates y cigarros fueron nombradas en su memoria, y una gran colección de suvenires de Laika todavía aparece en subastas actualmente.

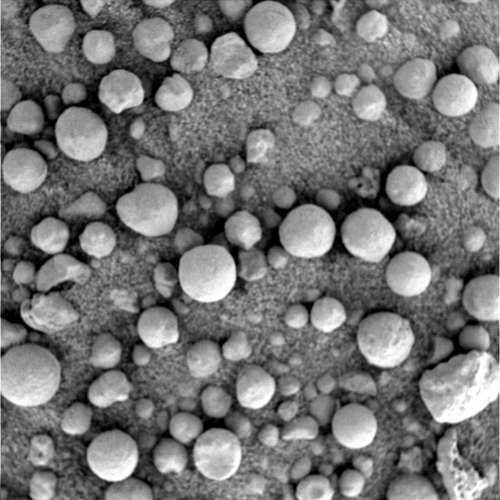
Objetivo en Marte llamado Laika por la NASA, durante la misión del Mars Exploration Rover.

El 9 de marzo de 2005, un área de terreno en el planeta Marte fue llamada Laika, aunque no oficialmente, por los controladores de la misión del Mars Exploration Rover. El lugar se localiza cerca del cráter Vostok en Meridiani Planum.
Laika ha aparecido en numerosas obras literarias, mayormente de ciencia ficción o también de fantasía, que frecuentemente narran historias sobre su rescate o supervivencia. La novela Intervention (Intervención) de Julian May, relata que Laika fue rescatada por extraterrestres. En la novela Weight («Peso») de Jeanette Winterson, el titán griego Atlas encuentra la cápsula en órbita y adopta al animal. En la serie Doctor Who se narró una historia sobre su funeral. En un capítulo de la historieta Flash Gordon aparece Laika rescatada por una raza de extraterrestres lunares con aspecto perruno. La novela gráfica juvenil titulada «Laika» de Nick Abadzis, ganadora del premio Eisner en 2008, narra el viaje de la pionera perrita.
Los nombres de varios grupos musicales están inspirados en Laika, entre ellos Laika, Laika Dog y  Laika and the Cosmonauts. La perra apareció en la cubierta de los primeros tres álbumes del grupo Laika. La banda Polaris le dedicó su álbum Music from The Adventures of Pete & Pete (1999) a este personaje y a Ham, el chimpancé espacial. Laika es también el nombre de varias canciones, producidas por las bandas Arcade Fire, Moxy Früvous y The Cardigans. Massacre compuso un tema llamado «Laika se va» donde relata el viaje desde la perspectiva de la perra. En 1988, el grupo español Mecano, en su álbum Descanso Dominical, incluyó una canción llamada «Laika» que relata el lanzamiento del Sputnik 2. La banda alemana C.C.C.P. lanzó un álbum llamado Cosmos en 1996, cuya temática giraba alrededor del programa espacial soviético.  En dicho álbum, la canción «Laika, Laika» tiene un coro militar ruso. El álbum Laika Come Home (2002) es un remix que el grupo Spacemonkeyz hizo del primer álbum de la banda Gorillaz. El título es una mezcla del nombre de la perra rusa, con el título de la primera película de la perra Lassie (Lassie come home). Antonio Arias en su disco Multiverso (2010) le dedica una canción, «Laika». En 2025, la cantante noruega Emmy lanzó la canción titulada "Laika Party" para competir en la selección irlandesa de la representante al Festival de la Canción de Eurovisión 2025. La canción narra el deseo de la intérprete de que Laika nunca hubiera muerto y que estuviera viviendo una vida feliz en el espacio. Además, la perra ha sido tema de otros artistas como Akino Arai, György Kurtág y Åge Aleksandersen entre muchos otros.
En el universo de Marvel Comics, el personaje de Cosmo, el perro espacial, está inspirado en los perros enviados al espacio por la Unión Soviética, especialmente en Laika. Cosmo es un perro que adquiere habilidades telepáticas y telequinéticas tras quedar expuesto a radiación cósmica. Aparece en los cómics desde 2008 y en el Universo Cinematográfico de Marvel en Guardianes de la Galaxia Vol. 3 (2023), donde es interpretado como una perra con la voz de Maria Bakalova.

### Homenaje
El 11 de abril de 2008 fue inaugurado un monumento en honor a la perra Laika en el centro de Moscú.
Dicho monumento fue colocado en un centro comercial cerca del Instituto de Medicina Militar, donde medio siglo atrás ocurrieron los experimentos científicos con la participación de la célebre perra. La figura de bronce, de dos metros de altura, representa uno de los segmentos de un cohete espacial, que se transforma en una mano humana, sobre la cual está el cuerpo de Laika.

Todavía hoy no sé si yo soy el 'primer hombre' o el 'último perro' en volar al espacio.
Yuri Gagarin, el primer cosmonauta de la historia.[cita requerida]